# Isidus
Isidus is een geslacht van kevers uit de familie  
kniptorren (Elateridae).
Het geslacht is voor het eerst wetenschappelijk beschreven in 1875 door Mulsant & Rey.

## Soorten
Het geslacht omvat de volgende soorten:
- Isidus appendiculatus Pic, 1912
- Isidus letourneuxi Pic, 1902
- Isidus moreli Mulsant & Rey, 1875